# 地阳坪站
地阳坪站是位于湖南通道侗族自治县县溪镇香坪村的一个铁路车站，有焦柳铁路经过该站。车站建于1978年。2015年连接车站与公路的公路桥修通。2016年广铁集团对地阳坪站的生产设施进行改造。目前车站隶属广铁集团怀化车务段，客运每日有怀化至塘豹的慢车停靠，不办理货运业务，仅办理列车接发、终到、到发、会让业务，是五等站。